# Pierre Sonigo
Pour les articles homonymes, voir Sonigo.
Pierre Germain Sonigo, né le 29 décembre 1958 à Alger, est un biologiste français, spécialiste de biologie moléculaire et de virologie. Il est docteur en médecine et en biologie.

## Aperçu biographique
Directeur de recherche à l'Inserm, il a travaillé à l'Institut Pasteur et dirigé le laboratoire "Génétique des virus" à l'Institut Cochin. Il a été directeur de la recherche et du développement chez Bio-Rad France et est actuellement directeur recherche et développement du groupe Sebia.
En 1985, il a participé au séquençage du virus de l'immunodéficience humaine.
Il a été nommé chevalier de la Légion d'honneur le 31 décembre 2008 et décoré le 26 avril 2010  par le professeur Luc Montagnier.
Au début des années 1980, il a appartenu au groupe de rock français Les Avions.

## Publications
Il a publié de nombreux articles dans La Recherche, Science & Vie hors série...
Il est auteur ou coauteur de :
- Ni Dieu ni gène : Pour une autre théorie de l'hérédité, avec Jean-Jacques Kupiec, Seuil, collection Science ouverte, 2000.
- Faut-il avoir peur des virus: avec Marie-Odile Monchicourt, Platypus Press, 2001.
- Sur les traces du vivant: ouvrage dirigé par Florence Raulin-Cerceau, Pierre Léna, Jean Schneider, éd. Le Pommier, 2002.
- Virus : Dr Jekyll ou Mr Hyde?: Platypus Press, 2003.
- L'évolution: avec Isabelle Stengers, Edp Sciences, collection Mot à mot, 2003.